# Primeiro de Maio
Primeiro de Maio este un oraș în Paraná (PR), Brazilia.